# Salyut-7
Salyut-7 (Originaltitel: Салют-7) ist ein russischer Film des Regisseurs Klim Schipenko aus dem Jahr 2017. Seine weitgehend fiktive Handlung ist angelehnt an die Ereignisse der Sojus-T-13-Mission zur Rettung der sowjetischen Raumstation Saljut 7 im Jahr 1985, die als eine der bedeutendsten Leistungen der bemannten Raumfahrt im niedrigen Erdorbit gilt.

## Handlung
Der Kosmonaut Wladimir „Wolodja“ Fjodorow wird bis auf Weiteres durch die Medizinkommission des Saljut-Programms von Raumflügen freigestellt. Bei der Untersuchung eines Zwischenfalls während eines Außenbordeinsatzes auf der Raumstation Saljut 7 hatte er angegeben, ein merkwürdiges bläuliches Licht gesehen zu haben. Einige Zeit später kommt es in der gerade unbemannten Raumstation infolge von Kollisionen mit Meteoriten zu einem Stromausfall. Die Bodenstation verliert die Funkverbindung zur und damit die Kontrolle über die Raumstation. Um eine mögliche Aufbringung und Übernahme der Station durch die USA mittels eines Space Shuttles zu verhindern, wird der Chef des Saljut-Programms, Waleri Schubin, von der militärischen Führung des Landes zum Handeln genötigt. Die Militärs verlangen, dass Schubin unverzüglich eine Sojus-Crew zur Saljut 7 hochschickt, die die Raumstation wieder flott machen oder wenigstens kontrolliert zum Absturz bringen soll. Der sowjetische Verteidigungsminister droht an, ansonsten die Saljut 7 „mit einer Rakete runterzuholen“.
Schubin wählt den Ingenieur Wiktor „Witja“ Aljochin, der die Raumstation wesentlich mitkonstruiert hat, aber nie zuvor im Weltraum war, als eines der Crewmitglieder aus. Dieser will seinen erfahrenen Freund Fjodorow als Kommandant, aber Schubin lehnt mit Verweis auf die Entscheidung der Medizinkommission ab. Als jedoch alle anderen in Frage kommenden Kandidaten im Simulator beim Versuch versagen, mit der Sojus an die um zwei Achsen rotierende Saljut 7 anzudocken, holt Schubin Fjodorow doch ins Boot. Sowohl Aljochins als auch Fjodorows Ehefrau sind alles andere als begeistert über die Teilnahme ihrer Männer an der Mission.
Der Start der Rakete vom Weltraumbahnhof in Baikonur verläuft problemlos, und in ihrer Umlaufbahn angekommen, gelingt es Fjodorow (Funkname „Pamir-1“) nach nur einem Fehlversuch die Sojus an der Raumstation anzudocken. Nach Öffnen des Schleusenschotts der Raumstation stellen die beiden fest, dass der Luftdruck normal, die Temperatur jedoch deutlich unter null Grad ist. Wände und Instrumente sind von einer Reif- oder Eisschicht überzogen. Offenbar ist eine Wasserleitung geborsten. Unklar ist, ob dies die Ursache oder nur eine Folge des Stromausfalls ist. Angesichts der Situation gibt Schubin (Funkname „Sarja“) den beiden Kosmonauten fünf Tage, um die Station wieder flott zu machen. Wenn es ihnen bis dahin nicht gelänge, sollten sie den kontrollierten Absturz „in den Ozean“ einleiten. Fjodorow und Aljochin (Funkname „Pamir-2“) machen sich an die Arbeit, und tatsächlich gelingt es ihnen, das Eis zu schmelzen, das Wasser abzusaugen und die Elektrik und Elektronik der Saljut 7 zu trocknen. Ein erster Versuch, die Station wieder hochzufahren, schlägt jedoch fehl. Fjodorow steigt aus, um die Station von außen zu begutachten. Dabei bestätigt er die von den Mitarbeitern der Bodenstation anhand von Fotos gemachte Beobachtung, dass die Abdeckung des Solarsensors, der für die korrekte Ausrichtung der Solarpanele notwendig ist, stark beschädigt ist. Dies verhindert anscheinend den Neustart der Systeme. Nachdem der während einer Erdumrundung stets nur 20 Minuten währende Funkkontakt zur Missionsleitung abbricht, sieht Fjodorow durch ein Bullauge, dass auf der Station Feuer ausgebrochen ist. Ein größerer Wassertropfen hatte sich trotz aller Vorsicht von den beiden unbemerkt in die Sojus verirrt und dort einen Kurzschluss ausgelöst.
Aljochin kann den Brand zwar löschen, trägt jedoch relativ starke Verbrennungen und eine Rauchvergiftung davon. Zudem ist die Lebenserhaltung der Sojus, das heißt die derzeit einzig verfügbare Lebenserhaltung, in ihrer Funktion eingeschränkt. Auch die Steuerung der Sojus ist ausgefallen. Derweil ist zudem das amerikanische Shuttle gestartet. Die Militärs drängen auf Abschuss der Saljut, bevor sie den Amerikanern in die Hände fällt. Schubin erbittet sich eine Frist, um die beiden Kosmonauten evakuieren zu können. Die Mitarbeiter in der Bodenstation haben jedoch ausgerechnet, dass der Sauerstoffvorrat für den Rückflug in einer steuerlosen Sojus nur noch für einen der beiden Kosmonauten reicht. Schubin erteilt daraufhin Fjodorow den Befehl, Aljochin in die Sojus-Kapsel zu setzen und diese dann von der Station abzukoppeln. Fjodorows Frau Nina und seine kleine Tochter Olja werden von seiner ehemaligen Saljut-Kollegin abgepasst und zur Bodenstation gebracht, um sich von ihm verabschieden zu können. Die letzten Worte Ninas an ihren Mann lauten jedoch „komm wieder zurück“. Bei Aljochins hochschwangerer Frau Lilija, die zuhause weilt, haben unterdessen die Wehen eingesetzt.
Als Fjodorow Aljochin den von Schubin gefassten Plan erörtert, weigert Aljochin sich, allein zurück zu fliegen. Stattdessen schlägt er einen weiteren Ausstieg vor, um die Abdeckung des Solarsensors zu entfernen und so die Station doch noch wieder flott zu bekommen. Fjodorow willigt ein, doch nach zahlreichen erfolglosen Versuchen, die Abdeckung mit einem Hammer abzuschlagen, ergeben die beiden sich ihrem vermeintlichen Schicksal. Über die Nachtseite der Erde hinweg driftend, fällt Aljochin plötzlich ein, dass Metall bei sehr tiefen Temperaturen spröder ist und leichter bricht. Also probieren sie es erneut, und mit letzter Kraft schafft Fjodorow es. Die Solarpanele richten sich aus, die Systeme der Saljut fahren hoch und die Bodenstation hat wieder volle Kontrolle. Sie teilt Aljochin mit, dass er soeben Vater einer Tochter geworden sei. Das Space Shuttle fliegt in der Nähe vorbei, die Astronauten salutieren vor Fjodorow und Aljochin. Zum Schluss sehen die beiden Kosmonauten, immer noch außenbords, das merkwürdige bläuliche Licht, das Fjodorow zu Beginn des Films gesehen hatte.

## Historische Exaktheit

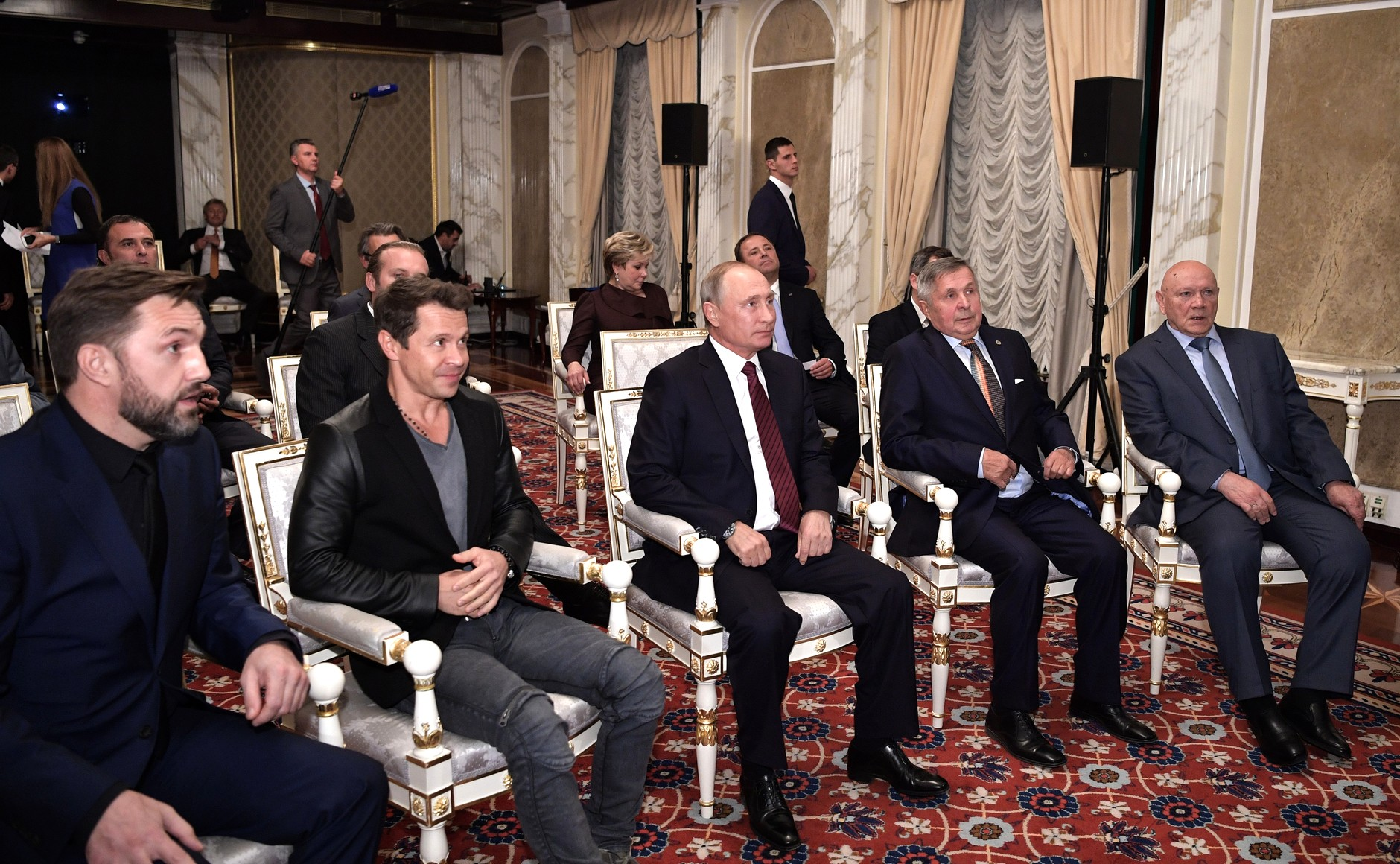
Die beiden Hauptdarsteller des Films Salyut-7 zusammen mit ihren realhistorischen Pendants und dem russischen Präsidenten 2017 im Kreml (vordere Reihe v. l. n. r.: Wladimir Wdowitschenkow, Pawel Derewjanko, Wladimir Putin, Wiktor Sawinych, Wladimir Dschanibekow)

Der Hintergrund des Films Salyut-7, der Ausfall und die Reaktivierung der gleichnamigen Raumstation im Jahr 1985, ist zwar ein reales Ereignis, jedoch stimmt die Handlung des Films aus dramaturgischen Gründen in vielen Details nicht mit den damaligen Geschehnissen überein. So konnten beispielsweise seinerzeit, völlig anders als im Film dargestellt, die Sonnensegel ohne Probleme neu ausgerichtet werden. Des Weiteren verdunsteten die Kosmonauten damals, zum Schutz der Elektrik und Elektronik, das in der Station befindliche Eis mittels eines Lüfters, anstatt durch zu starkes Heizen die im Film gezeigten, zudem wahrscheinlich enorm übertriebenen Mengen an frei schwebendem Wasser zu erzeugen. Folglich kam es während der realen Rettungsmission auch nie zu einem Brand, weder in der Raumstation noch an Bord der Sojus. Auch sind im Film sämtliche Namen verfremdet: Der Kommandant der Sojus-T-13-Mission hieß tatsächlich Wladimir Dschanibekow und sein Ingenieur, der nicht zum ersten, sondern zum zweiten Mal in den Erdorbit flog, hieß Wiktor Sawinych. Die Figur des Waleri Schubin ist – auch optisch – an Waleri Rjumin angelehnt, der von 1981 bis 1989 Flugleiter der Saljut- und Mir-Missionen war. Während des Fluges von Sojus T-13 starteten zwar dreimal US-amerikanische Raumfähren, jedoch befanden sich im Laderaum zweimal auszusetzende Satelliten und einmal das Spacelab. Bei einem dieser Flüge war mit Patrick Baudry tatsächlich ein Franzose an Bord, der allerdings zuvor nicht an Bord von Saljut 7 war. Vielmehr war Baudry für den 1982 durchgeführten Flug von Sojus T-6 Ersatz für Jean-Loup Chrétien. Außerdem wäre die Aufbringung der Saljut-Station mithilfe des Shuttles gar nicht möglich gewesen, unter anderem weil dabei das zulässige Landegewicht des Shuttles überschritten worden wäre.

## Premiere
Die Premiere des russischen Kinofilms fand am 18. August 2017 auf dem Kurzfilmfestival Korotsche in Kaliningrad statt, das traditionellerweise mit einem Langfilm eröffnet wird.

## Musik
Der Film enthält mehrere Auszüge russischer Lieder:
- Трава у дома (Gras am Haus) von der Band Semljane
- Арлекино (Harlekin) von Alla Pugatschowa
- Lied vom Wasserträger von Pawel Olenew (Lied der Musikkomödie Wolga-Wolga)
- Корабли (Schiffe) von Wladimir Wyssozki
- Золушка (Aschenputtel) von Alexej Archipowski
- Нам бы выпить перед стартом… (Wir sollten vor dem Start etwas trinken...) von Juri Wisbor

## Rezeption

### Kritik
“Continuing Russia's claim to creating glossy, gorgeous opuses, SALYUT-7 is brilliant cinema of the most entertaining kind, a spectacle designed to be seen on the big screen that not only impresses visually but also with its very Russian heart and soul.”

„Salyut-7 setzt den Anspruch Russlands fort, glitzernde, hinreißende Kunstwerke zu schaffen, und ist brillantes Kino der unterhaltsamsten Art, ein Spektakel für die große Leinwand, das nicht nur optisch, sondern auch mit urrussischem Herz und Seele beeindruckt.“

„Sie starteten im Juni 1985 mit der „Sojus-T 13“ und dockten manuell an die Station an. Alleine das war eine riesige Leistung. Wir simulieren diese Art des Andockens derzeit an der TU München. Das ist unglaublich schwierig – und im Film sehr real dargestellt. Die Darstellungen, wie sich die beiden in der Raumkapsel bewegen, wie sie dort wie gute Mechaniker das Ding wieder in Fahrt bringen, ist sehr authentisch dargestellt. Das war eine riesige Leistung. Astronauten und Kosmonauten tun eben Dinge, die eine Maschine nicht kann. Das kommt in dem Film gut rüber. Ich bin normalerweise sehr zurückhaltend, was Raumfahrt-Darstellungen betrifft. Aber hier ist sie inhaltlich und fachlich sehr überzeugend, ähnlich wie bei dem Film „Apollo 13“ – wenn auch ohne den Hollywood-Anstrich.“

### Auszeichnungen
- 2018: Golden Eagle Award: Bester Film[5]

## Vertrieb
Der Film ist bei Concorde auf DVD und Blu-ray Disc erschienen. Enthalten ist auch ein making of. Darin wird berichtet, dass für die Animationen der Szenen in der Schwerelosigkeit wegen der erforderlichen Rechnerkapazität u. a. die Computer des Kurtschatow-Instituts genutzt wurden.